# Sezemice (district de Pardubice)
Pour les articles homonymes, voir Sezemice.
Sezemice (en allemand : Sezemitz ou Sesemitz) est une ville du district et de la région de Pardubice, en République tchèque. Sa population s'élevait à 4 350 habitants en 2024.

## Géographie
Sezemice se trouve à 7 km au nord-est du centre de Pardubice, à 17 km au sud de Hradec Králové et à 102 km à l'est de Prague. La commune se trouve sur la rive gauche de l'Elbe.
Elle est limitée par Dříteč et Rokytno au nord, par Choteč et Časy à l'est, par Dašice à l'est et au sud, par Lány u Dašic au sud, par Pardubice, Kunětice et Němčice à l'ouest.

## Histoire
La première mention écrite de la localité date de 1227.

## Jumelages
- Neuville-Saint-Vaast (France)

## Galerie

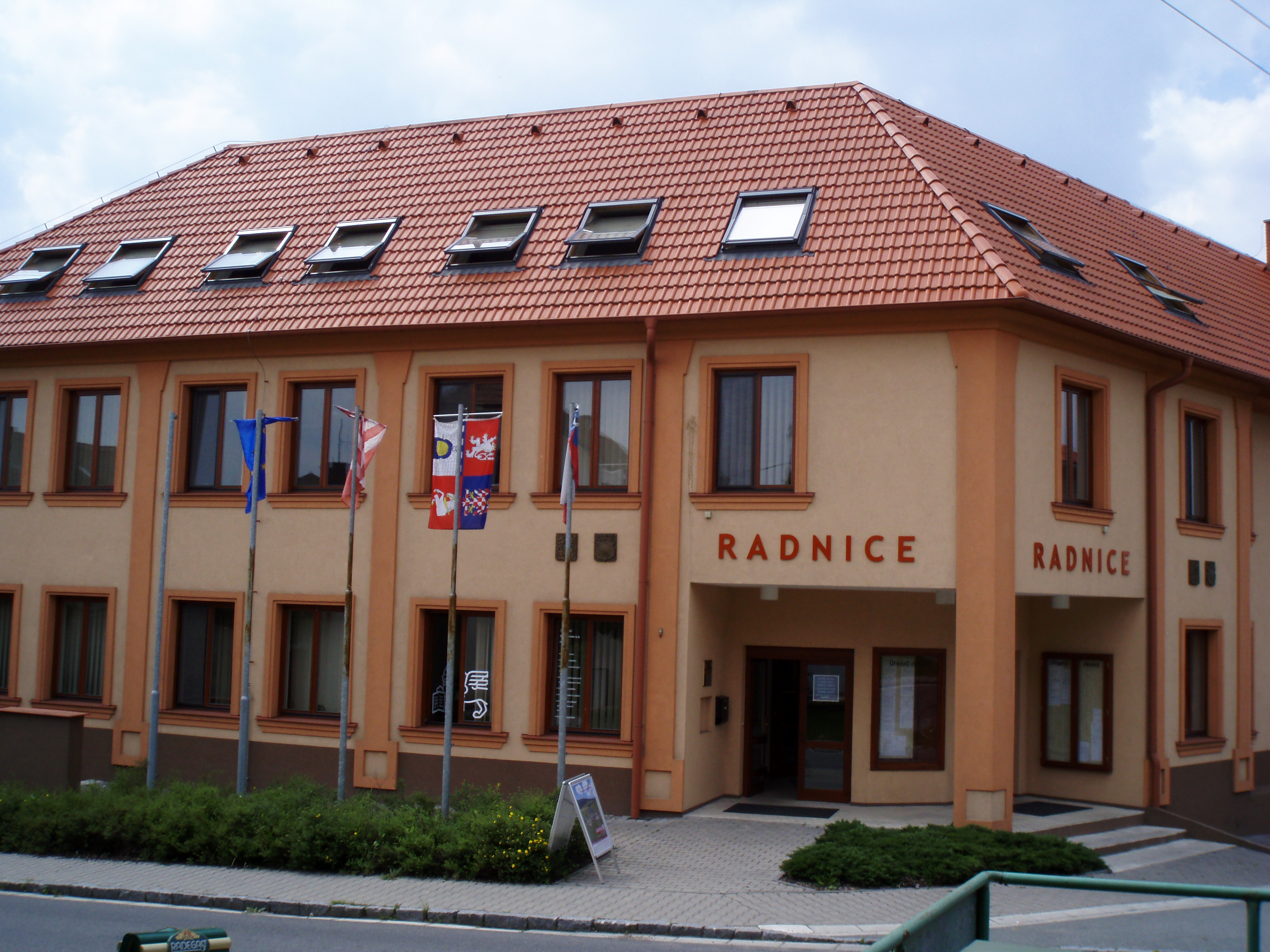
Le nouvel hôtel de ville.
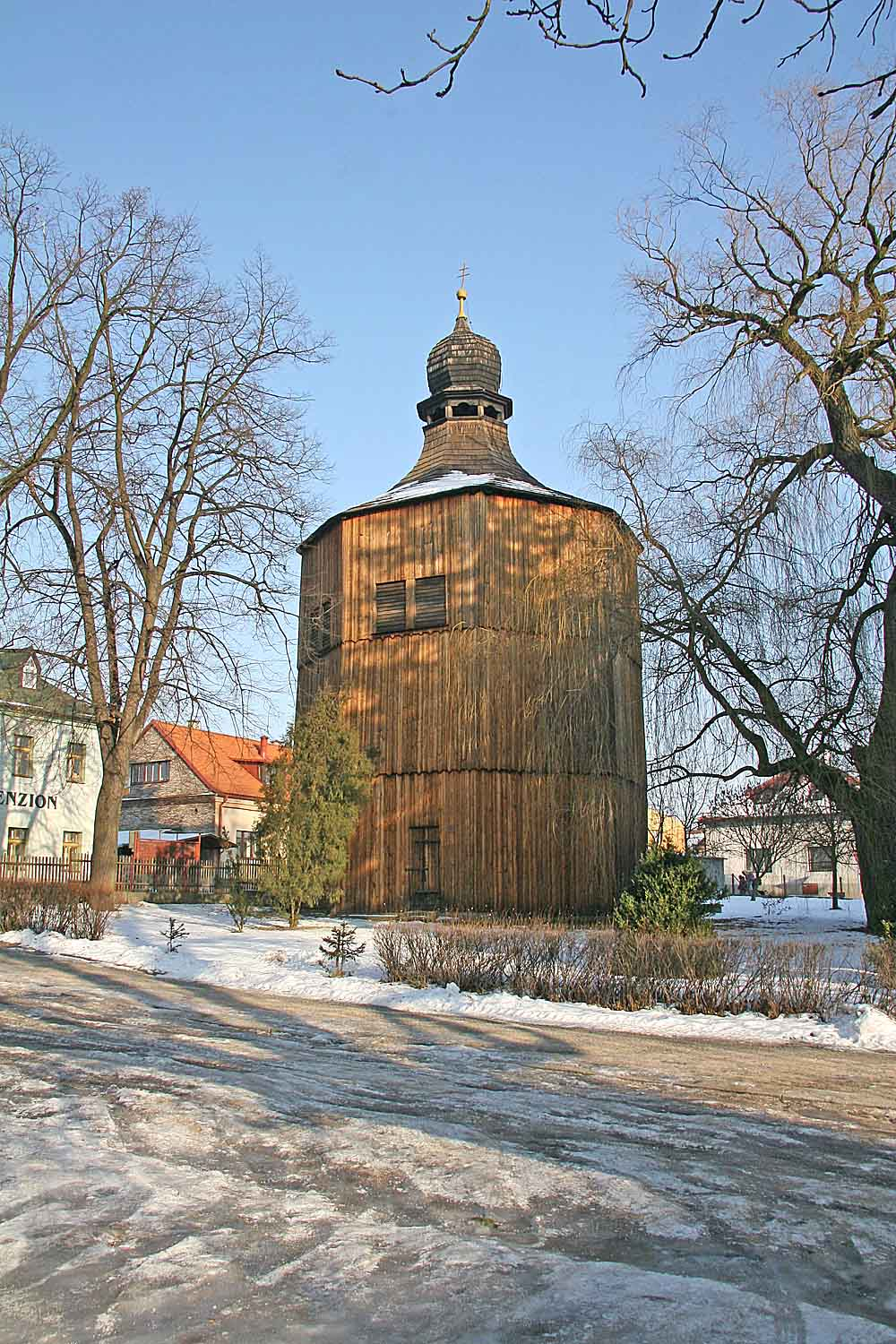
Clocher octogonal en bois datant du XVIe siècle.

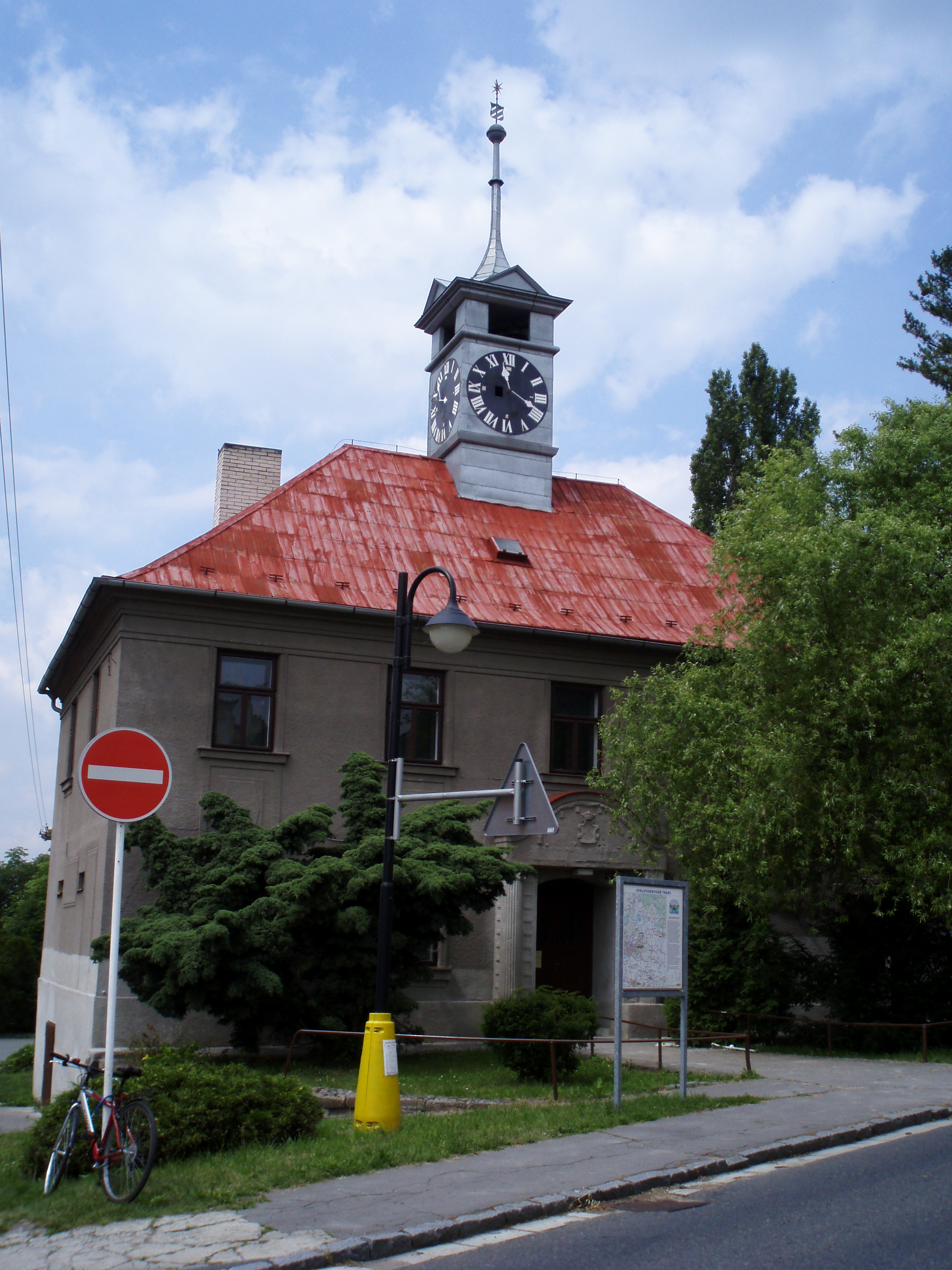
L'ancien hôtel de ville.
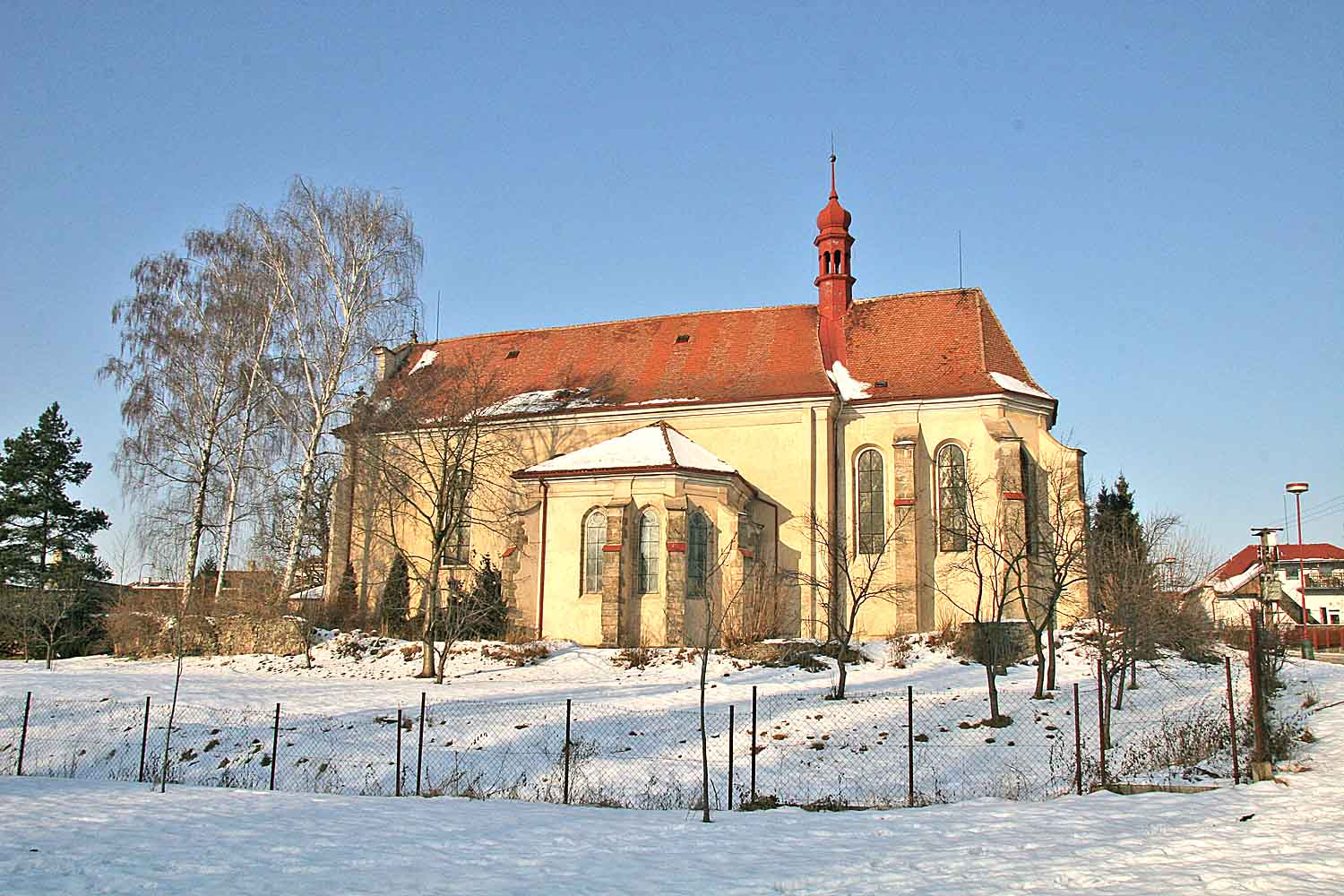
L'église de la Sainte-Trinité.

## Transports
Par la route, Sezemice se trouve à 7 km de Pardubice et à 123 km de Prague. 